# راگنهیلد مووینکل
راگنهیلد مووینکل (انگلیسی: Ragnhild Mowinckel؛ زادهٔ ۱۲ سپتامبر ۱۹۹۲) اسکی‌باز آلپاین اهل نروژ است.

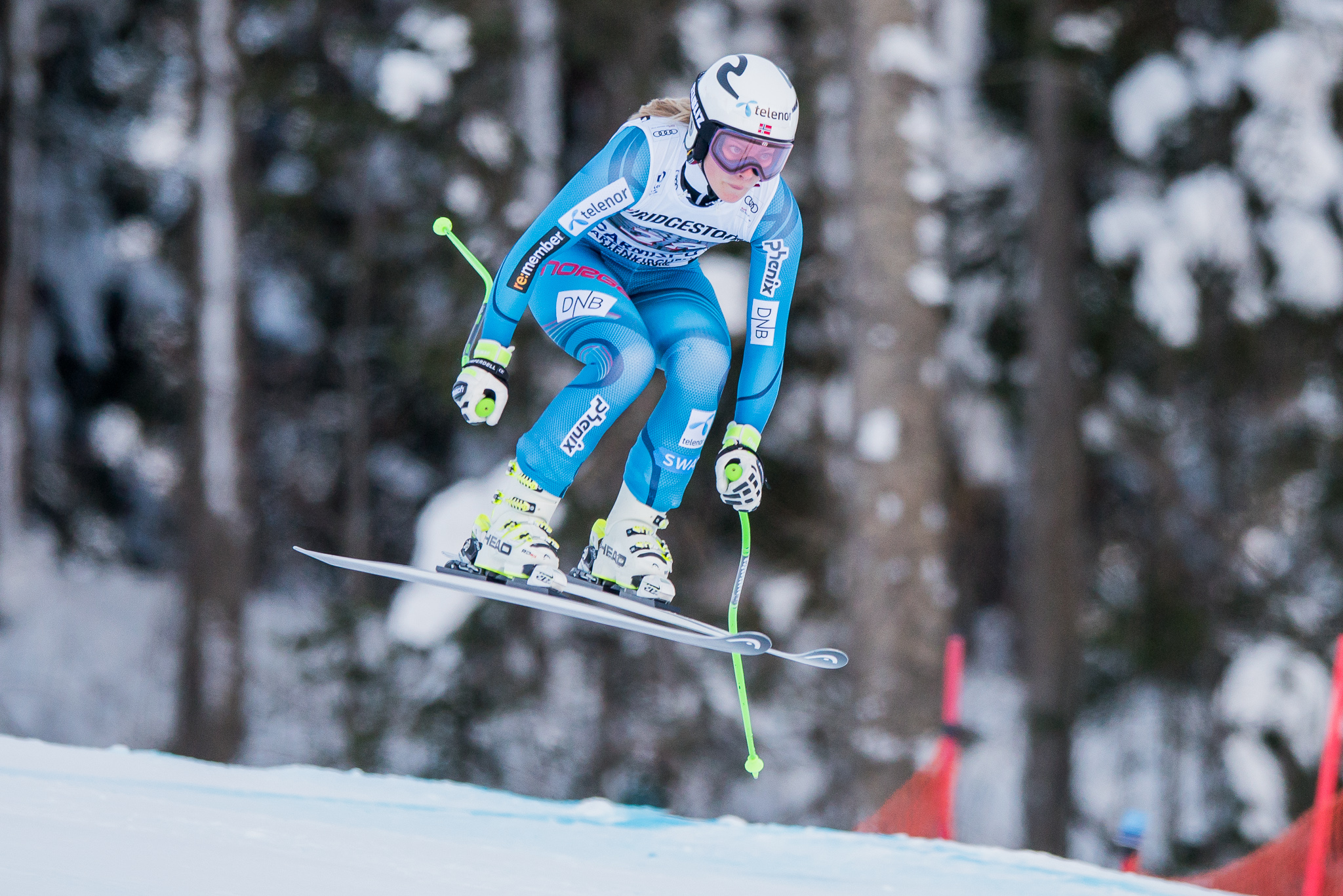
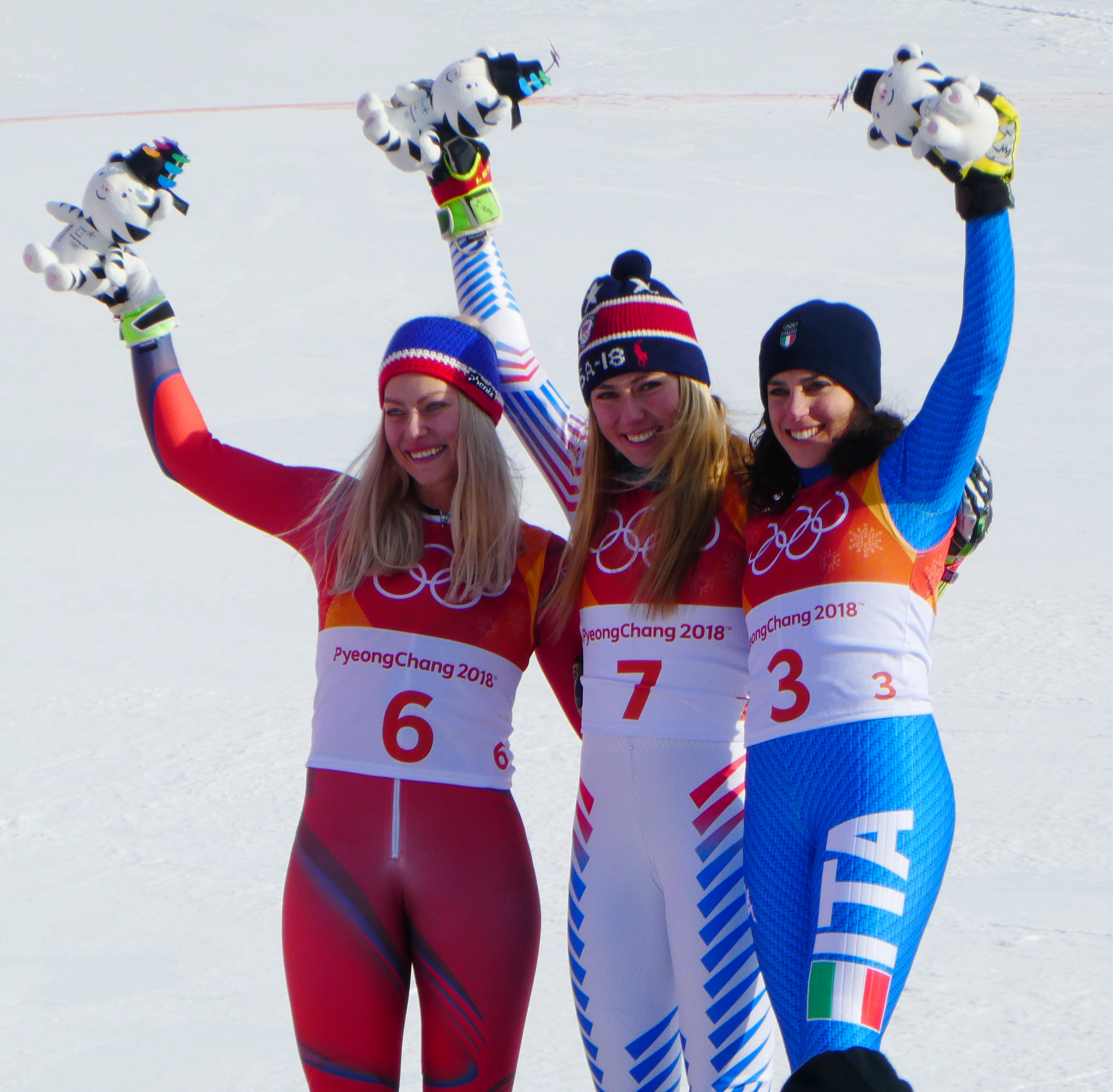